# Гвардейское (Запорожская область)
Гварде́йское (укр. Гвардійське) — село, Червоноармейский сельский совет, Акимовский район, Запорожская область, Украина.
Код КОАТУУ — 2320386903. Население по переписи 2001 года составляло 66 человек.

## Географическое положение
Село Гвардейское находится в 1 км от левого берега канала Р-9, На расстоянии в 2 км расположено село Таврийское.

## История
- 1903 год — дата основания как село Участок 12.
- 1945 год — переименовано в хутор Гвардейский[2].